# Олмстед, Берт
Маррей Берт Олмстед (англ. Murray Bert Olmstead; 4 сентября 1926, Септр, Саскачеван — 16 ноября 2015, Хай-Ривер, Альберта) — канадский профессиональный хоккеист, левый нападающий) и хоккейный тренер. Пятикратный обладатель Кубка Стэнли с клубами «Монреаль Канадиенс» и «Торонто Мейпл Лифс», член Зала хоккейной славы с 1985 года.

## Игровая карьера
Родился в саскачеванском посёлке Септр с населением менее 200 человек, где его родители Сесил и Мэй Белль содержали магазин сельхозтехники. В 1944 году переехал в Мус-Джо, где впервые заявил о себе как хоккеист в составе «Мус-Джо Кэнакс», выступавших в юношеской хоккейной лиге Саскачевана. В свой первый сезон с «Кэнакс» Олмстед вместе с командой боролся за Мемориальный кубок — высшую награду в канадском молодёжном хоккее. Хотя его клуб дошёл до финала, одержав 15 побед в плей-офф при всего одном поражении, в финале «Кэнакс» не смогли одолеть «Сент-Майклз Мейджорс» из Торонто. В 17 играх плей-офф Олмстед набрал 18 очков по системе «гол плюс пас» (10 голов).
После второго сезона в Мус-Джо начал профессиональную карьеру в Хоккейной лиге Соединённых Штатов, где три года играл за клуб «Канзас-Сити Пла-Морс», после чего в сезоне 1948/49 дебютировал в НХЛ в рядах «Чикаго Блэкхокс». В следующий сезон, первый полностью проведенный в НХЛ, Олмстед уже забросил в ворота соперников 20 шайб. В декабре 1950 года «Чикаго» уступили его по обмену клубу «Детройт Ред Уингз», а тот в свою очередь передал права на него «Монреаль Канадиенс» за Лео Гравеля, так что в итоге Олмстед так и не сыграл за «Красные крылья».
Олмстед закрепился в составе «Монреаля» и выступал там до окончания сезона 1957/58. Большую часть этого времени он играл в первой тройке нападения, сначала с Морисом Ришаром и Элмером Лаком, а затем с Жаном Беливо и Бум-Бумом Жеффрионом, которые, хотя и пользовались большей известностью, называли Олмстеда ключом к успеху команды. В сезоне 1952/53, когда «Канадиенс» выиграли Кубок Стэнли, Берт был включён в состав второй сборной всех звёзд лиги. 9 января 1954 года Олмстед повторил рекорд НХЛ по числу очков за игру, поставленный до этого Ришаром — 8 (4 гола и 4 результативных передачи); этот рекорд не был улучшен до 1976 года. С сезона 1955/56 «Монреаль» безраздельно властвовал в НХЛ до конца десятилетия, завоевав Кубок Стэнли пять раз подряд, и в трёх из этих побед участвовал и Олмстед. По пути к первой победе в этой серии он установил рекорд лиги по количеству передач (56), побитый Беливо пять лет спустя, и вторично был включён во вторую сборную звёзд лиги.
После третьего подряд и четвёртого за карьеру Олмстеда Кубка Стэнли в 1958 году врач сообщил ему, что его колени не позволят ему больше нормально играть, и посоветовал завершить игровую карьеру. «Монреаль» не стал продлевать контракт со стареющим игроком и в межсезонье его пригласил к себе другой канадский клуб — «Торонто Мейпл Лифс». Когда вскоре после начала сезона 1958/59 пост тренера «Кленовых листьев» занял Панч Имлах, он назначил Олмстеда своим играющим помощником, доверив ему проведение тренировок, и Берт сыграл роль цемента, связавшего воедино других игроков. «Торонто» успешно провели концовку сезона и дошли до финала Кубка Стэнли, проиграв только прежней команде Олмстеда — «Монреалю».
В следующем сезоне Олмстед отказался от тренерских обязанностей, сосредоточившись собственно на игре. Выступая в одной тройке с Фрэнком Маховличем и Бобом Невином, он второй раз подряд дошёл с «Торонто» до финала. Этот финал Кубка Стэнли стал для ветерана Олмстеда десятым подряд за карьеру. Через два года он завоевал с «Торонто» Кубок Стэнли несмотря на тяжёлую травму плеча. Это была первая победа «Лифс» в Кубке Стэнли с 1951 года.
Пятый чемпионский сезон стал последним в игровой карьере Олмстеда. К его удивлению, «Лифс» не стали продлевать с ним контракт и, как и за четыре года до этого, он снова был выставлен на внутренний драфт, где права на него приобрели «Нью-Йорк Рейнджерс». Олмстед отказался выступать за этот клуб; некоторое время с ним вели переговоры «Канадиенс», обещавшие выменять его у «Нью-Йорка» в течение месяца, но к соглашению стороны так и не пришли. В возрасте 35 лет Олмстед объявил о завершении выступлений.
Обладая мощным телосложением, Олмстед был агрессивным игроком, охотно использовавшим силовые приёмы в борьбе с соперниками — амплуа, известное как «тяжёлый форвард». Случались у него столкновения и с товарищами по команде, и даже с болельщиками. По выражению одного из игроков его времени, «если бы Олмстед рекламировал Санта-Клауса, Рождества бы не было».

## Статистика
| Легенда | Легенда                    | Легенда | Легенда                   | Легенда | Легенда    |
| ------- | -------------------------- | ------- | ------------------------- | ------- | ---------- |
| И       | Количество проведённых игр | Штр     | Штрафное время            | +/−     | Плюс-минус |
| Г       | Голы                       | П       | Голевые передачи          | О       | Очки       |
| -       | Статистика неизвестна      | —       | Статистика не учитывалась |         |            |

## Дальнейшая судьба
Через некоторое время после окончания игровой карьеры Олмстед был приглашён тренировать выступавший в Западной хоккейной лиге клуб «Ванкувер Кэнакс». Проработав сезон 1965/66 с «Кэнакс», он в 1967 году принял под своё начало команду «Окленд Силз», только что присоединившуюся к НХЛ. Однако на посту тренера «Силз» он продержался меньше года, и этот неполный сезон запомнился его дракой с болельщиком, в которой в ход пошла клюшка. В начале 1970-х годов руководством «Торонто Мейпл Лифс» рассматривалась кандидатура Олмстеда на пост тренера, но в жизнь эти планы не воплотились.
В дальнейшем Олмстед занимался земледелием, выращивая зерновые культуры на ферме в окрестностях Калгари, а также занимал административную должность в фирме по продаже недвижимости в провинции Альберта. Он умер осенью 2015 года, оставив после себя жену и двоих детей; его сын Боб выступал за хоккейную команду Висконсинского университета, выиграв с ней чемпионское звание в 1973 году.
Спортивные успехи Берта Олмстеда были отмечены включением в 1985 году в списки Зала хоккейной славы, а в 1998 году — в списки Зала спортивной славы Саскачевана.